# 200 meter fjärilsim för damer i simning vid olympiska sommarspelen 2004
Sammanställda resultaten för 200 meter fjärilsim, damer vid de Olympiska sommarspelen 2004.

## Rekord
| Världsrekord     | Otylia Jędrzejczak (Polen) | Berlin, Tyskland   | 2.05,78 | 4 augusti 2002    |
| Olympiskt rekord | Misty Hyman (USA)          | Sydney, Australien | 2.05,88 | 20 september 2000 |

## Medaljörer
| Guld:                     | Silver:                   | Brons:                |
| Otylia Jędrzejczak, Polen | Petria Thomas, Australien | Yuko Nakanishi, Japan |

## Resultat
Från de 4 kvalheaten gick de 16 snabbaste vidare till semifinal.

Från de två semifinalerna gick de 8 snabbaste till final.
Alla tider visas i minuter och sekunder.

Q kvalificerad till nästa omgång

DNS startade inte.

DSQ markerar diskvalificerad eller utesluten.

### Kval

#### Heat 1
1. Maria Bulachova, Ryssland 2.12,99
2. Wan-Jung Cheng, Taiwan 2.16,25
3. Natalia Samorodina, Ukraina 2.17,15
4. Anja Klinar, Slovenien 2.18,15
5. Wing Suet Chan, Hongkong 2.18,45
6. Heather Roffey, Caymanöarna 2.19,34
7. Gulsah Gonenc, Turkiet 2.20,17
8. Christel Bouvron, Singapore 2.26,21

#### Heat 2
1. Eva Risztov, Ungern 2.10,49 Q
2. Georgina Lee, Storbritannien 2.10,99 Q
3. Dana Kirk, USA 2.11,96 Q
4. Annika Mehlhorn, Tyskland 2.12,25 Q
5. Beatrix Boulsevicz, Ungern 2.12,54
6. Raquel Felgueiras, Portugal 2.13,08
7. Petra Zahrl, Österrike 2.13,92
8. You-Ri Kwon, Sydkorea 2.14,30

#### Heat 3
1. Petria Thomas, Australien 2.10,87 Q
2. Felicity Galvez, Australien 2.11,17 Q
3. Francesca Segat, Italien 2.11,40 Q
4. Jie Li, Kina 2.11,77 Q
5. Aurore Mongel, Frankrike 2.12,26 Q
6. Paola Cavallino, Italien 2.12,34 Q
7. Roser Vives, Spanien 2.13,02
8. Vesna Stojanovska, Makedonien 2.16,51

#### Heat 4
1. Otylia Jędrzejczak, Polen 2.09,64 Q
2. Yuko Nakanishi, Japan 2.10,04 Q
3. Kaitlin Sandeno, USA 2.10,50 Q
4. Yukiko Osada, Japan 2.11,20 Q
5. Maria Pelaez, Spanien 2.11,66 Q
6. Mette Jacobsen, Danmark 2.11,99 Q
7. Georgina Bardach, Argentina 2.13,68
8. Vasiliki Angelopoulou, Grekland 2.13,88

### Semifinaler

#### Heat 1
1. Kaitlin Sandeno, USA 2.08,77 Q
2. Yuko Nakanishi, Japan 2.08,83 Q
3. Paola Cavallino, Italy 2.10,23 Q
4. Dana Kirk, USA 2.10,69
5. Georgina Lee, Storbritannien 2.10,93
6. Yukiko Osada, Japan 2.11,35
7. Annika Mehlhorn, Tyskland 2.11,37
8. Maria Pelaez, Spanien 2.12,54

#### Heat 2
1. Otylia Jędrzejczak, Polen 2.08,84 Q
2. Petria Thomas, Australien 2.09,24 Q
3. Felicity Galvez, Australien 2.09,54 Q
4. Eva Risztov, Ungern 2.09,83 Q
5. Mette Jacobsen, Danmark 2.10,47 Q
6. Aurore Mongel, Frankrike 2.11,13
7. Francesca Segat, Italien 2.11,18
8. Jie Li, Kina 2.13,41

### Final
1. Otylia Jędrzejczak, Poland 2.06,05
2. Petria Thomas, Australien 2.06,36
3. Yuko Nakanishi, Japan 2.08,04
4. Kaitlin Sandeno, USA 2.08,18
5. Felicity Galvez, Australien 2.09,28
6. Mette Jacobsen, Danmark 2.10,01
7. Paola Cavallino, Italien 2.10,14
8. Eva Risztov, Ungern 2.10,58

## Tidigare vinnare

### OS
- 1896 - 1964: Ingen tävling
- 1968 i Mexico City: Ada Kok, Nederländerna – 2.24,7
- 1972 i München: Karen Moe, USA – 2.15,57
- 1976 i Montréal: Andrea Pollack, DDR – 2.11,41
- 1980 i Moskva: Ines Geissler, DDR – 2.10,44
- 1984 i Los Angeles: Mary Meagher, USA – 2.06,90
- 1988 i Seoul: Kathleen Nord, DDR – 2.09,51
- 1992 i Barcelona: Summer Sanders, USA – 2.08,67
- 1996 i Atlanta: Susie O’Neill, Australien – 2.07,76
- 2000 i Sydney: Misty Hyman, USA – 2.05,88

### VM
- 1973 i Belgrad: Rosemarie Kother, DDR – 2.13,67
- 1975 i Cali, Colombia: Rosemarie Kother, DDR – 2.15,92
- 1978 i Berlin: Tracy Caulkins, USA – 2.09,87
- 1982 i Guayaquil, Ecuador: Ines Geissler, DDR – 2.08,66
- 1986 i Madrid: Mary Meagher, USA – 2.08,41
- 1991 i Perth: Summer Sanders, USA – 2.09,24
- 1994 i Rom: Li-min Lui, Kina – 2.07,25
- 1998 i Perth: Susie O’Neill, Australien – 2.07,93
- 2001 i Fukuoka, Japan: Petria Thomas, Australien – 2.06,73
- 2003 i Barcelona: Otylia Jędrzejczak, Polen – 2.07,56